# Cathédrale du Christ-Sauveur de Banja Luka
Cette  cathédrale n’est pas la seule cathédrale du Christ-Sauveur.
La cathédrale du Christ-Sauveur (en serbe cyrillique : Саборни храм Христа Спаситеља ; en serbe latin : Saborni hram Hrista Spasitelja) est un édifice religieux situé au centre de Banja Luka, la capitale de la république serbe de Bosnie en Bosnie-Herzégovine. Elle appartient à l'Église orthodoxe serbe et relève de l'éparchie de Banja Luka. Elle a été officiellement consacrée par l'évêque Jefrem en mai 2009.

## Histoire

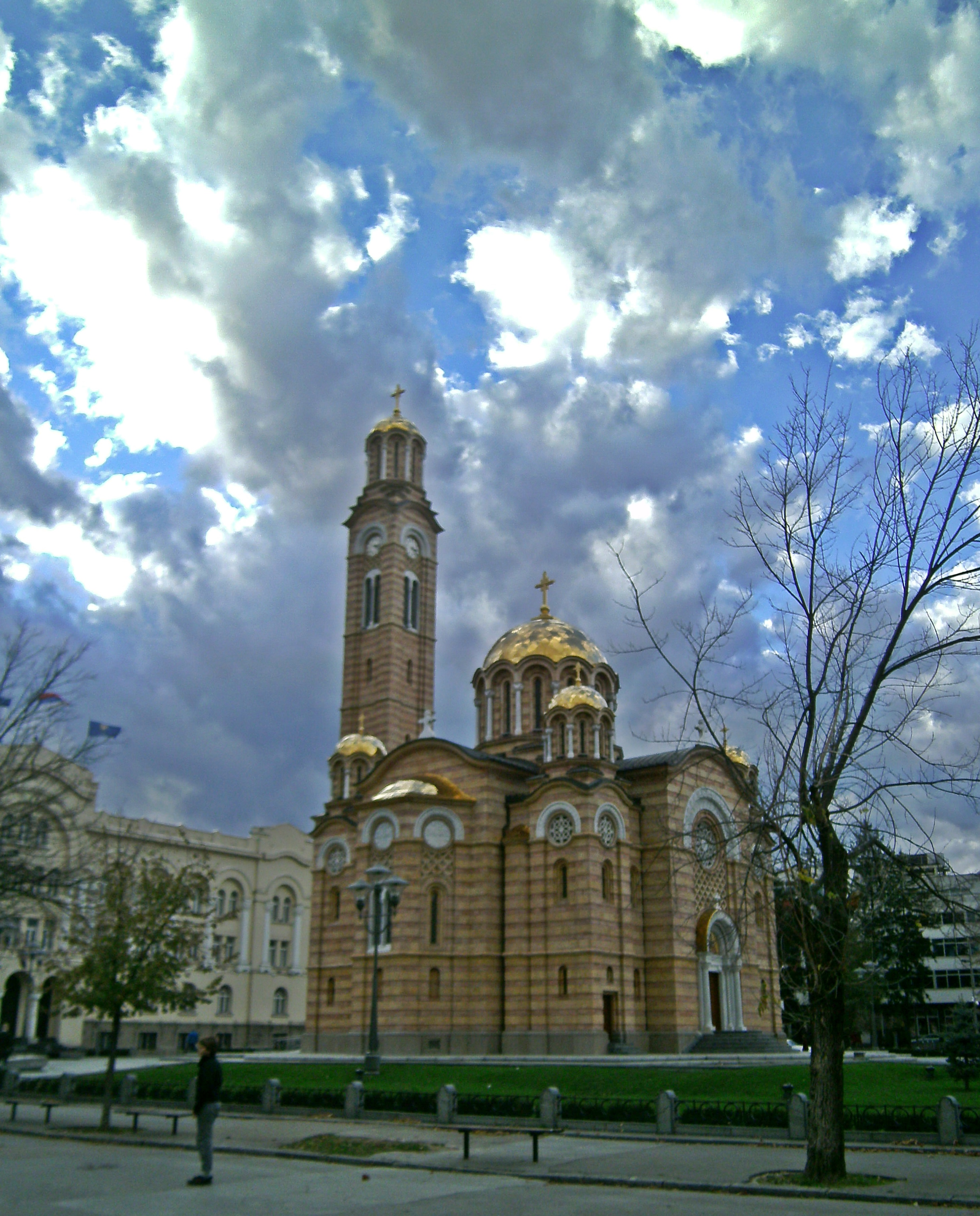
Vue plus générale

Une première église située à l'emplacement de l'actuelle cathédrale du Christ-Sauveur fut construite pendant la période ottomane de l'histoire de la ville de Banja Luka ; elle était dédiée à la Sainte Trinité et fut détruite après le soulèvement de 1875 contre les Turcs. En 1878, après l'annexion de la Bosnie-Herzégovine par l'Autriche-Hongrie, les Serbes de Bosnie souhaitèrent reconstruire l'édifice mais les pierres prévues à cet usage furent employées par les Autrichiens pour la construction d'une caserne. En 1879, une église de petites dimensions fut néanmoins édifiée. Après la Première Guerre mondiale, une nouvelle cathédrale fut construite à cet emplacement entre 1925 et 1939 ; elle fut consacrée en mai 1939,. Le 12 avril 1941, la cathédrale de la Sainte-Trinité fut bombardée et son abside gravement endommagée. En mai de la même année, les Oustachis croates, devenus maîtres à Banja Luka, déclarèrent la cathédrale « horreur de la ville » et ordonnèrent de la détruire « pierre par pierre et brique par brique ». Après la guerre, les nouvelles autorités communistes de la république fédérative socialiste de Yougoslavie interdirent la reconstruction de la cathédrale et un monument en l'honneur des soldats tombés au combat fut érigé à son emplacement. Entre 1963 et 1969, comme les Serbes pensaient que l'ancien édifice ne serait jamais plus relevé, une nouvelle cathédrale de la Sainte-Trinité fut construite à un autre emplacement.
En 1992, après la chute du régime communiste, la municipalité de Banja Luka donna son autorisation pour la reconstruction de l'ancienne cathédrale à son ancien emplacement, avec une dédicace au Christ-Sauveur. Le 17 octobre 1993, le patriarche de l'Église orthodoxe serbe Pavle, en présence de nombreux diginitaires de l'Église, consacra les fondations du nouvel édifice. En 2004, y fut célébré le premier office et l'édifice fut officiellement consacré en mai 2009 par Jefrem, l'évêque de Banja Luka.

## Architecture
La cathédrale du Saint-Sauveur, construite à l'identique de la cathédrale de la Sainte-Trinité détruite en 1941, est caractéristique de l'architecture néo-byzantine. Ses murs sont constitués d'une couche extérieure de travertin rouge et jaune en provenance de Mésopotamie, renforcée de béton et de briques. Le dôme qui surmonte l'édifice est constitué d'acier recouvert d'or. Le dôme s'élève à une hauteur de 22,5 m et le clocher de l'église à 47 m.

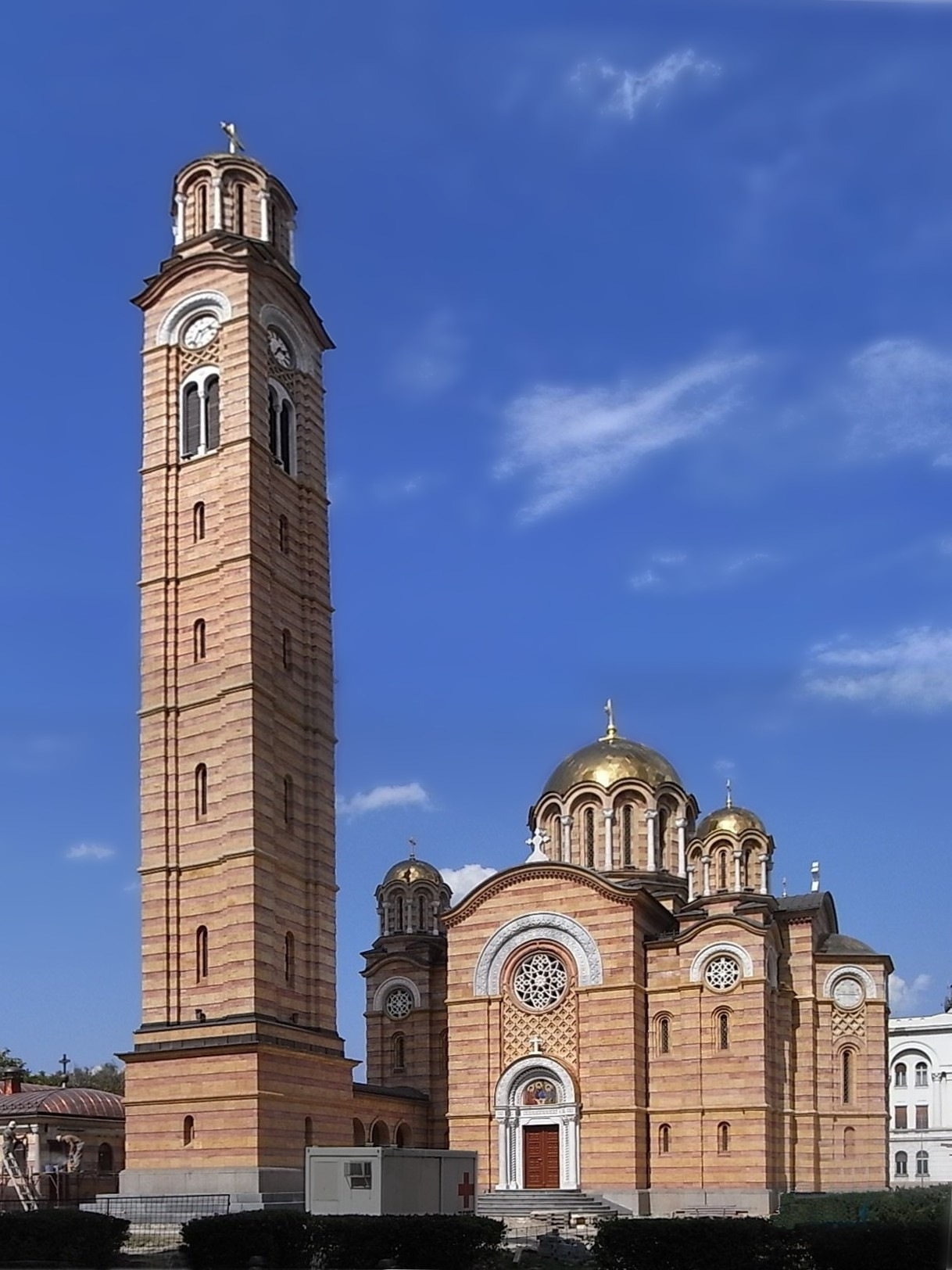
Autre vue de la cathédrale